# Paranormal (série télévisée)
Pour les articles homonymes, voir Paranormal.
Paranormal (ما وراء الطبيعة, Ma Waraa Al Tabiaa) est une mini-série télévisée égyptienne de six épisodes sortie sur Netflix le 5 novembre 2020. Elle adapte les romans d'Ahmed Khaled Tawfik, parus à partir de 1993.

## Synopsis
En Égypte, fin des années 1960. Refaat, un misanthrope qui se considère comme malchanceux, revoit Maggie, une amie de sa jeunesse lorsqu'il faisait ses études en Écosse. Il l'invite au repas que sa sœur Raeefa organise pour son anniversaire. Avec leur frère Reda, ils se souviennent de l'amour d'enfance de Refaat : une petite fille nommée Shiraz, qui vivait dans une magnifique demeure.

## Distribution
- Ahmed Amin (VF : Philippe Valmont) : Refaat Ismail
- Razane Jammal (VF : Véronique Desmadryl) : Maggie Mckillop
- Aya Samaha (VF : Fouzia Youssef) : Howaida Abdel Moniem
- Reem abd El Kader (VF : Jaynélia Coadou) : Shiraz
- Rushdi Al Shamy (VF : Gérard Surugue) : Reda Ismail (adulte)
- Samaa Ibrahem Aly (VF : Isabelle Leprince) : Raeefa Ismail

Version française réalisée au studio Cinéphase sous la direction de Grégory Laisné.

## Production

### Développement
La plate-forme de vidéos en ligne Netflix développe la production de contenu provenant de diverses aires géographiques. Un responsable des séries originales arabes et africaines est chargé de plusieurs projets, dont la série égyptienne Paranormal. Elle suit deux autres séries en arabe : Jinn et AlRawabi School for Girls.

### Attribution des rôles
Le rôle principal revient à Ahmed Amin. Selon le créateur de la série, Amr Salama, « Amin apporte un niveau d'authenticité et une présence puissante à l'écran qui pour nous convenait parfaitement pour restituer le personnage du docteur Refaat Ismail ».
La distribution compte Razane Jammal, actrice franco-libanaise qui a tourné sous la direction entre autres d'Olivier Assayas ou Robert Guédiguian.

### Tournage
La série a été tournée principalement au Caire, mais aussi dans différents lieux entre Gizeh et Médinet el-Fayoum pour les extérieurs. Le tournage a commencé le 17 novembre 2019.
Pour le directeur de la photographie, Ahmed Beshary, « Le genre est relativement nouveau pour cette partie du monde, pour autant nous ne voulions pas copier-coller les styles de tournage hollywoodiens ou mondiaux en termes de palette de couleurs. Paranormal est si enraciné dans les mythes et la culture de l'Égypte, que nous devions innover et créer notre propre approche authentique ».
Le chef décorateur, Ali Hossam, s'est confié sur les difficultés à choisir des lieux de tournage et sur l'obligation de construire les habitations qui correspondent à l'histoire. 

### Fiche technique
- Création : Amr Salama
- Scénario : d'après les romans d'Ahmed Khaled Tawfik
- Réalisation : Amr Salama et Majid Al Ansari
- Photographie : Ahmed Beshary
- Montage : Ahmed Hafez et Ahmed Yousry
- Musique : Khaled Al Kammar
- Production : Netflix
- Langues : arabe égyptien

## Épisodes
1. Le mythe de la maison Al Khadrawy (Ostorat Al Bayt)
2. Le mythe de la malédiction du Pharaon (Ostorat Lanet Al Feroon)
3. Le mythe du gardien des cavernes (Ostorat Hares Al Kahf)
4. Le mythe de la Naïade (Ostorat Al Naddaha)
5. Le mythe du Succube (Ostorat Al Gassom)
6. Le retour du mythe de la maison Al Khadrawy (Ostorat Al Bayt Al Aaed)